# Auray
Auray (bretonsk: An Alre) er en by og kommune i Morbihandepartmentet i Bretagneregionen i det nordvestlige Frankrig. Byen har cirka 11.000 indbyggere og er kendt for sin turisme.
Denne antikke by med sin middelalderhavn i Saint-Goustan har en gammel stenbro (Pont Neuf) over floden Auray. 
Byen har smalle brostensbelagte gader; og huse delvis af træ fra det 15. og 16. århundrede.
47°40′04″N 2°58′57″V / 47.6678°N 2.9825°V